# Darko Todorović
Darko Todorović (Bijeljina, República Srpska, Bosnia y Herzegovina, 5 de mayo de 1997) es un futbolista bosnio que juega de defensa en el Ajmat Grozni de la Liga Premier de Rusia. También es internacional con la selección de fútbol de Bosnia y Herzegovina.

## Trayectoria

### Carrera en Bosnia
Todorović inició su carrera como futbolista en la academia del Sloboda Tuzla de su natal país, incluso llegó a estar en la banca en un encuentro de la temporada 2013/14. En la siguiente campaña, exactamente el 11 de abril de 2015, Todorović de 17 años de edad debutó oficialmente ante el Zrinjski Mostar, ingresando al minuto 66 en lugar de Stefan Čolović. El encuentro, válido por la Liga Premier de Bosnia y Herzegovina, quedó 1-0 a favor del Mostar.
En esa temporada y en la siguiente, vería poca acción sin embargo en la campaña 2016/17 poco a poco se fue volviendo un jugador habitual en la zaga del Sloboda Tuzla, aunque disputó algunos encuentros como interior derecho y en dos como lateral izquierdo. El 21 de septiembre de 2016 marcó su primer gol como profesional, el gol de la victoria que rompió el empate entre su club y el Podrinje Janja, por la primera ronda de la Copa de Bosnia y Herzegovina. Más tarde esa temporada marcó por primera vez en liga en una derrota ante el Krupa.
En la temporada 2017/18, Todorović se asentó definitivamente en la banda derecha del club, llegando a ser capitán del Sloboda Tuzla en tres partidos de copa con 20 años. Su buen desempeño y juventud le valieron la convocatoria a la selección de fútbol de Bosnia y Herzegovina.

### Red Bull Salzburgo
El 10 de julio de 2018 y tras superar las pruebas, Todorović firmó un contrato de cinco años hasta el 31 de mayo de 2023 con el campeón de Austria: el Red Bull Salzburgo. Debutó oficialmente el 22 de julio en la goleada por 6-0 sobre el ASKÖ Oedt, jugando como titular en este encuentro de la Copa de Austria y siendo reemplazado en el segundo tiempo por Stefan Lainer, su principal competencia en la banda derecha.
Debuta en liga el 11 de agosto en la victoria sobre Austria Viena, ingresando por Andreas Ulmer y jugando de lateral izquierdo.

#### Cesiones
El 25 de julio de 2019 el Holstein Kiel hizo oficial su llegada como cedido por una temporada. Dos días después de su llegada, hizo su debut con el equipo en el arranque de la 2. Bundesliga, en el empate 1-1 ante el SV Sandhausen.
El 11 de agosto de 2020 volvió a ser prestado. En esta ocasión se marchó al H. N. K. Hajduk Split un año, guardándose el equipo croata una opción de compra.

## Selección nacional
Todorović forma parte de la selección de fútbol de Bosnia y Herzegovina, con la cual ha disputado 16 encuentros.
A la vez que alternaba con la selección sub-21, fue convocado por primera vez para los amistosos contra Estados Unidos y México en enero de 2018. Ante el conjunto norteamericano debutó jugando todo el partido que acabó sin goles.
Además de la sub-21, Todorović ha formado parte de los combinados sub-17 y sub-19 de Bosnia y Herzegovina.

## Clubes y estadísticas
Actualizado el 31 de mayo de 2025.
| F. K. Sloboda Tuzla Bosnia y Herzegovina | 2014-15       | 1.ª           | 1   | 0 | 0  | 0 | — | — | 1   | 0 |
| F. K. Sloboda Tuzla Bosnia y Herzegovina | 2015-16       | 1.ª           | 2   | 0 | 0  | 0 | — | — | 2   | 0 |
| F. K. Sloboda Tuzla Bosnia y Herzegovina | 2016-17       | 1.ª           | 16  | 1 | 3  | 1 | 0 | 0 | 19  | 2 |
| F. K. Sloboda Tuzla Bosnia y Herzegovina | 2017-18       | 1.ª           | 29  | 2 | 6  | 0 | — | — | 35  | 2 |
| F. K. Sloboda Tuzla Bosnia y Herzegovina | Total club    | Total club    | 48  | 3 | 9  | 1 | 0 | 0 | 57  | 4 |
| Red Bull Salzburgo · Austria | 2018-19       | 1.ª           | 12  | 0 | 2  | 0 | 0 | 0 | 14  | 0 |
| Red Bull Salzburgo · Austria | Total club    | Total club    | 12  | 0 | 2  | 0 | 0 | 0 | 14  | 0 |
| Holstein Kiel · Alemania | 2019-20       | 2-ª           | 9   | 0 | 0  | 0 | — | — | 9   | 0 |
| Holstein Kiel · Alemania | Total club    | Total club    | 9   | 0 | 0  | 0 | 0 | 0 | 9   | 0 |
| H. N. K. Hajduk Split · Croacia | 2020-21       | 1.ª           | 26  | 0 | 2  | 0 | 1 | 0 | 29  | 0 |
| H. N. K. Hajduk Split · Croacia | Total club    | Total club    | 26  | 0 | 2  | 0 | 1 | 0 | 29  | 0 |
| Ajmat Grozni · Rusia | 2021-22       | 1.ª           | 17  | 0 | 1  | 0 | — | — | 18  | 0 |
| Ajmat Grozni · Rusia | 2022-23       | 1.ª           | 14  | 1 | 1  | 0 | — | — | 15  | 1 |
| Ajmat Grozni · Rusia | 2023-24       | 1.ª           | 28  | 1 | 7  | 0 | — | — | 35  | 1 |
| Ajmat Grozni · Rusia | 2024-25       | 1.ª           | 29  | 0 | 5  | 0 | — | — | 34  | 0 |
| Ajmat Grozni · Rusia | Total club    | Total club    | 88  | 2 | 14 | 0 | 0 | 0 | 102 | 2 |
| Total carrera | Total carrera | Total carrera | 183 | 5 | 27 | 1 | 1 | 0 | 211 | 6 |
| (1)Incluye datos de la Copa de Bosnia y Herzegovina (2016-17 y 2017-18), la Copa de Austria (2018-19), la Copa de Croacia (2020-21) y la Copa de Rusia (2021-22). (2)Incluye datos de la Liga Europa de la UEFA (2020-21). |               |               |     |   |    |   |   |   |     |   |

### Selección nacional
| \| PJ \| Fecha \| Ciudad \| Local \| Resultado \| Visitante \| Competición \| Goles \| Asist. \| \| ----- \| ---------- \| ---------- \| -------------------- \| --------- \| -------------------- \| ----------------------------------------- \| ----- \| ------ \| \| 1. \| 29-01-2018 \| California \| Estados Unidos \| 0–0 \| Bosnia y Herzegovina \| Amistoso \| 0 \| 0 \| \| 2. \| 01-02-2018 \| Texas \| México \| 1–0 \| Bosnia y Herzegovina \| Amistoso \| 0 \| 0 \| \| 3. \| 28-05-2018 \| Zenica \| Bosnia y Herzegovina \| 0–0 \| Montenegro \| Amistoso \| 0 \| 0 \| \| 4. \| 01-06-2018 \| Jeonju \| Corea del Sur \| 1–3 \| Bosnia y Herzegovina \| Amistoso \| 0 \| 0 \| \| 5. \| 11-09-2018 \| Zenica \| Bosnia y Herzegovina \| 1–0 \| Austria \| Liga B de la Liga de las Naciones 2018-19 \| 0 \| 0 \| \| 6. \| 11-10-2018 \| Rize \| Turquía \| 0–0 \| Bosnia y Herzegovina \| Amistoso \| 0 \| 0 \| \| 7. \| 23-03-2019 \| Sarajevo \| Bosnia y Herzegovina \| 2–1 \| Armenia \| Clasif. Eurocopa 2020 \| 0 \| 0 \| \| 8. \| 11-06-2019 \| Turín \| Italia \| 2–1 \| Bosnia y Herzegovina \| Clasif. Eurocopa 2020 \| 0 \| 0 \| \| 9. \| 05-09-2019 \| Zenica \| Bosnia y Herzegovina \| 5–0 \| Liechtenstein \| Clasif. Eurocopa 2020 \| 0 \| 0 \| \| 10. \| 08-09-2019 \| Ereván \| Armenia \| 4–2 \| Bosnia y Herzegovina \| Clasif. Eurocopa 2020 \| 0 \| 0 \| \| Total \| \| Presencias \| 10 \| \| \| Goles y asistencias \| 0 \| 0 \| |            |            |                      |           |                      |                                           |       |        |
| PJ | Fecha      | Ciudad     | Local                | Resultado | Visitante            | Competición                               | Goles | Asist. |
| 1. | 29-01-2018 | California | Estados Unidos       | 0–0       | Bosnia y Herzegovina | Amistoso                                  | 0     | 0      |
| 2. | 01-02-2018 | Texas      | México               | 1–0       | Bosnia y Herzegovina | Amistoso                                  | 0     | 0      |
| 3. | 28-05-2018 | Zenica     | Bosnia y Herzegovina | 0–0       | Montenegro           | Amistoso                                  | 0     | 0      |
| 4. | 01-06-2018 | Jeonju     | Corea del Sur        | 1–3       | Bosnia y Herzegovina | Amistoso                                  | 0     | 0      |
| 5. | 11-09-2018 | Zenica     | Bosnia y Herzegovina | 1–0       | Austria              | Liga B de la Liga de las Naciones 2018-19 | 0     | 0      |
| 6. | 11-10-2018 | Rize       | Turquía              | 0–0       | Bosnia y Herzegovina | Amistoso                                  | 0     | 0      |
| 7. | 23-03-2019 | Sarajevo   | Bosnia y Herzegovina | 2–1       | Armenia              | Clasif. Eurocopa 2020                     | 0     | 0      |
| 8. | 11-06-2019 | Turín      | Italia               | 2–1       | Bosnia y Herzegovina | Clasif. Eurocopa 2020                     | 0     | 0      |
| 9. | 05-09-2019 | Zenica     | Bosnia y Herzegovina | 5–0       | Liechtenstein        | Clasif. Eurocopa 2020                     | 0     | 0      |
| 10. | 08-09-2019 | Ereván     | Armenia              | 4–2       | Bosnia y Herzegovina | Clasif. Eurocopa 2020                     | 0     | 0      |
| Total |            | Presencias | 10                   |           |                      | Goles y asistencias                       | 0     | 0      |

## Palmarés

### Títulos nacionales
| Título                | Club               | País    | Año     |
| --------------------- | ------------------ | ------- | ------- |
| Copa de Austria       | Red Bull Salzburgo | Austria | 2018-19 |
| Bundesliga de Austria | Red Bull Salzburgo | Austria | 2018-19 |